# Tajcsicsuan

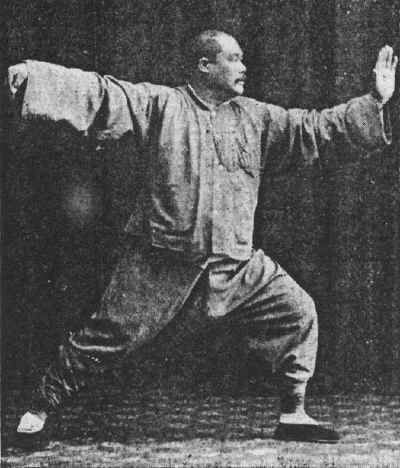
Jang Csen-fu (Yang Chengfu) (1883–1936) az egyik legismertebb Jang-stílusú (Yang-stílusú) tajcsicsuan (taijiquan) mester

A tajcsicsuan v. taijiquan (太極拳, pinjin: tàijíquán, Wade-Giles: tai chi chuan, eredeti kínai kiejtéssel tajcsícsüen, vagy magyarosan tajcsicsuan) a kínai harcművészetek úgynevezett belső (內家, nejcsia (nèijiā)) iskolái közé tartozó harcművészet, amely a külső iskolákkal (外家, vajcsia (wàijiā)) ellentétben nem az izom erejére, hanem a belső erő fejlesztésére, és az ezáltal elért eredményekre helyezi a hangsúlyt. Megközelítő magyar fordítása: Nagy Legvégső Ököl.

## Céljai, szempontjai
A tajcsicsuan (taijiquan) belső mivolta a technikát is jelenti, de elsősorban a csi (qi)-nek mint az univerzum energiájának a felhasználására vonatkozik. Mivel a tajcsicsuan (taijiquan) kifinomult, a teljes testet megmozgató és harmóniára vezető mozgások rendszere, jótékony hatással van a testre és lélekre egyaránt, azaz általában véve a fizikai és lelki egészségre. A tajcsicsuan (taijiquan)-ban a test és a lélek egészsége az elsődleges cél, azonban mivel a módszer eredendően egy harcművészet, szintúgy, harci eszközként is kezelik, a harcművészeti eredményesség elérése érdekében. A tajcsicsuan (taijiquan) tehát hatékony harci, önvédelmi eszközként is megjelenik – s minthogy a tajcsicsuan (taijiquan) a teljesség megélésére törekszik, legtöbb iskolája ebbe a körbe tartozik. Alapvetően mégis mindegyik az erős, egészséges életvitelt veszi alapul, amely minden lelki fejlődésnek – és harci képességnek – az alapja. A testi és lelki hatásain túl a tajcsicsuan (taijiquan) egy szellemi út, mely a taoista tanítások és a mozgásban végzett meditáció által az ember fejlődését tűzi ki céljául.
Az energiákkal való munkán keresztül a tajcsicsuan (taijiquan) lehet gyakorolni harci alkalmazások nélkül, „csupán” az egészségmegőrzés érdekében vagy a lélekre gyakorolt hatásai miatt, de így nem jutunk többre egy egyszerű tornagyakorlat hatásánál. Szintúgy gyakorolható a hagyomány, a mozgásban végzett meditáció és a taoista elméletek (öt elem tana, yi jing (ji csing) stb.) – mint spirituális út – megismerése végett. Azonban mivel a gyakorló a tajcsicsuan (taijiquan) gyakorlása révén mindhárom szinten fejlődhet, a testet, a lelket és a szellemet erősítő gyakorlatok elsajátításával a teljesség harmóniájához juthat. A tajcsicsuan (taijiquan) nem egy egyedül végzendő tornagyakorlat, hanem a kapcsolatteremtés és az érzékelés kifinomult művészete.
A tajcsicsuan (taijiquan) minden életkorban művelhető, nem igényel speciális alkati vagy erőnlénti alkalmasságot. Utóbbi azért is fontos, mert egyéb külső harcművészetekhez vagy akár a küzdősportokhoz képest a tajcsicsuan (taijiquan)t valóban élethosszig lehet gyakorolni. És míg a küzdősportokban egymás legyőzése a cél, a tajcsicsuan (taijiquan) gyakorlása során a test, a lélek és a szellem harmóniájának megteremtése és önmagunk fejlesztése a végső cél.

## Főbb stílusai
Az elmúlt évszázadok során a tajcsicsuan (taijiquan)nak öt főbb iskolája alakult ki, melyek nevüket azokról a kínai családokról kapták, ahonnan hagyományosan származtatják őket. A stílust alapvetően az úgynevezett „hosszú ököl iskolák” között tartják számon, s ez elsősorban arra vonatkozik, hogy a formagyakorlat során a gyakorlók a végtagjaikkal széles, hosszú mozdulatokat végeznek, és a harcban a támadónak nem engedik a közelharc távolságát felvenni.
- Csen vagy Chen-stílus (陳氏, Csen si (Chén shì))
- Jang vagy Yang-stílus (楊氏, Jang si (Yáng shì))
- Vu vagy Wu–hao-stílus, Vu Jü-hsziangtól (Wu Yuxiangtól) eredeztetve (武氏, Vu si (Wǔ shì))
- Új Vu vagy Wu-stílus, Vu Csüan-jüótól (Wu Quanyuótól) és Vu Csien-csüantól (Wu Jianquantól) eredeztetve (吳氏, Vu si (Wú shì))
- Szun vagy Sun-stílus (孫氏, Szun si (Sūn shì))

Napjainkban széles körben gyakorolják a 24 lépéses és a 42 lépéses egyszerűsített Jang-formát, melyet Cseng Man-csing (Zheng Manqing) alakított ki a 20. század közepe táján. A 24 lépéses forma elemeit négy mester segítségével 1956-ban rögzítette a Kínai Sportbizottság. Alapnak a 108 lépéses Jang (Yang)-stílust vették, ebből emelték ki a jellegzetesebb mozdulatokat, az így kapott egyszerűsített forma pedig betekintést enged az ismerkedőknek a tajcsicsuan (taijiquan) alapgyakorlataiba. Egyszerűsége folytán a kínai kormány komolyan támogatta elterjesztését és mindennapi gyakorlását, „ártalmatlan” volta révén még az átnevelőtáborok internáltjainak is oktatták. Bemutatása kb. négy-nyolc percet igényel.
A 24 lépéses tanuló-formát és a 48 lépéses ún. versenyforma a vusu (wushu)-versenyek tajcsicsuan (taijiquan)-szekciójának keretét adja, lépéseit a Kínai Sportbizottság 1989-ben rögzítette. Ez forma a Jang (Yang)-stíluson alapul, de egyes bemutatásaiban a Jang (Yang) mellett már a Csen (Chen)-, a Vu (Wu)- és a Szun (Sun)-stílusból is merít. A versenyeken a legtöbb esetben a látvány a döntő, az indulók ezért a meghatározott lépések közé sokszor a tajcsicsuan (taijiquan)hoz kevésbé illeszkedő akrobatikus elemeket csempésznek, így teszik előadásukat egyedibbé és így gyűjtenek pontokat a zsűritől. Ugyanebből a célból alakítottak ki néhány speciális formát is, ami a hagyományos tajcsicsuan (taijiquan)-gyakorlásban nem szerepelt; ilyen pl. a legyező-forma vagy az esernyős-forma. Az úgynevezett „hosszú formát” az egyes iskolák eltérő módon számozzák, Jang Csen-fu iskolájában, a Yang Family Tai Chi Chuan rendszerben például 103 „lépésből” áll a formagyakorlat.